# Брайън Харви
Брайън Харви е вокалист на английската поп група „Ийст 17“, добила популярност през 1990-те години.

## Биография
Роден е на 8 август 1974 година в Лондон. Израства в източния квартал на града Walthamstow.
През 1990 година се присъединява към групата, основана от Тони Мортимър. Първоначално Харви не е предвиден да бъде главен вокалист на групата, но на едно от първите им прослушвания гласът му бива забелязан и той веднага става основния глас на East 17. Невероятният глас на Харви и неговият стил са повлияни от непопулярния за 1990-те години R&B и Swing, а впоследствие е копиран дори от Крейг Дейвид.
Брайън е само на 18-годишна възраст, когато се присъединява към групата. Преди това е бил момче за всичко и е работел главно като водопроводчик в родния си квартал. Бедността на Walthamstow дава вдъхновение на момчетата и те създават първия си албум през 1992 година, който наричат на родния си квартал.
Гласът на Харви стои зад 20-те милиона продадени копия на групата и е всепризнат за един от най-впечатляващите и завладяващи гласове сред бой бандите. По време на последното турне „Up All Night“ през 1996 година загубва гласа си напълно и се налага концертите да бъдат отложени. Следват редица операции на гласните струни и Брайън възвръща напълно гласовите си възможности. През 1997 година 23-годишният Харви прави недомислено изказване за английска радиостанция, в което подкрепя употребата на наркотика екстази, причинил смъртта на момиче 2 години по-рано. Великобритания е в шок. Всички таблоиди се обявяват срещу Харви, радиостанциите прекратяват излъчването на всички песни на групата, а звукозаписната им компания заплашва с прекратяване на договора им. „East 17“ е в зенита на славата си и взима решение Брайън да бъде изгонен от групата.
Така на 19 януари 1997 година групата става трио. Въпреки общо взетото решение, двама от членовете на групата – Тери Коудуел и Джон Хенди, настояват за връщането на Харви. Това се случва по-късно през същата година, но води до напускането на Тони Мортимър – човекът, създал най-големите хитове на East 17.
Групата се преименува на „Е17“ и година по-късно издава първия си албум Ressurection. Но буйният нрав на Харви успява да провали и това общо начинание и още, неиздали трета песен от албума, групата се разпада и губи звукозаписния си договор.
Оттук започват личните несполуки на Брайън – той претърпява тежко нападение в нощен клуб в Нотингам с нож в главата, страда от остра форма на депресия и прави два опита за самоубийство. Соловият му албум Solo от 2001 г. се продава само в Япония, въпреки че стилът на R&B звученето му става популярен в целия свят само година по-късно. След провала на албума Харви се затваря в себе си.
През 2005 участва в риалити шоуто I am a celebrity – get me out of here, но излиза още първата седмица, тъй като почива баба му, която го е отгледала. Малко по-късно същата година претърпява странен инцидент, в който е прегазен от собствената си кола, докато повръща, докато кара. По думите на Харви той е изял 12 препечени картофа и му е станало лошо. Инцидентът едва не отнема живота на певеца и го оставя на легло повече от 6 месеца. Лекарите не дават почти никаква надежда той да проходи или да пее отново. Гласовите му струни са напълно увредени. Но чудото става и Брайън се изправя на крака. Гласът му е увреден от катастрофата, но с времето се подобрява.
През 2007 година Брайън взима участие в английския конкурс за Евровизия с песента си I Can, но отпада още при първото гласуване. Песента придобива голяма популярност в Източна Европа.
Тримата с Тери и Джон продължават да пеят под името „Е17“. Брайън работи здраво над новите си песни и се надява да получи нов звукозаписен договор.